# Mattie Do
Mattie Do (lao : ແມດຕີ ໂດ), née en 1981 à Los Angeles, est une réalisatrice laotienne-américaine.

## Biographie
Elle est la première femme laotienne ayant réalisé un long métrage. Elle coécrit les scénarios de ses films avec son mari Christopher Larsen.

## Filmographie
- 2012 : Chanthaly (ຈັນທະລີ)
- 2016 : Nong Hak (ນ້ອງຮັກ ; Dearest sister)
- 2019 : La Longue Marche (ບໍ່ມີວັນຈາກ, Bor Mi Vanh Chark)[5]